# Антимонид палладия
Антимонид палладия — бинарное неорганическое соединение
палладия и сурьмы
с формулой PdSb,
кристаллы.

## Получение
- В природе встречается минерал садбериит — PdSb с примесями Bi, As, Te [1].

- Нагревание чистых веществ в вакууме:

{\displaystyle {\mathsf {Pd+Sb\ {\xrightarrow {805^{o}C}}\ PdSb}}}

## Физические свойства
Антимонид палладия образует кристаллы
гексагональной сингонии,
пространственная группа P 63/mmc,
параметры ячейки a = 0,4076 нм, c = 0,559 нм, Z = 2.